# Лелека далекосхідний
Лелека далекосхідний (Ciconia boyciana) — вид птахів родини лелекових (Ciconiidae).

## Поширення
Птах поширений в Східній Азії. Гніздиться в басейні річок Амур та Уссурі вздовж кордону Росії та Китаю. Є також невелика популяція в нижній течії річки Вуюерхе в китайській провінції Хейлунцзян. На зимівлю мігрує на схід Китаю, Тайвань, Корею і Японію.

## Опис
Великий птах, заввишки 100—129 см; розмах крил — до 220 см; вага — 2,8-5,9 кг. Оперення біле з чорними краями крил та хвостом. Дзьоб у дорослих птахів чорний, у молоді червоний. Ноги червоні. Навколо очей є кільце з голої шкіри червоного кольору.

## Спосіб життя
Лелека далекосхідний трапляється неподалік водойм. Живиться рибою, амфібіями, водними комахами. Гніздиться високо на деревах поблизу водойм — озер, річок і боліт. Гніздо будує з сухих гілок, розміром близько 2 м в діаметрі, висотою від 3,4 до 14 м. Гніздо використовується кілька років поспіль. Гніздуватися починає наприкінці квітня. У кладці налічується від 2 до 6 яєць. Інкубація триває місяць. Статева зрілість настає у віці 3-4 роки.